# Cargo Garuda Indonesia
Cargo GIA o Garuda Indonesia Cargo (PT Garuda Indonesia Cargo) es una aerolínea de carga con sede en la terminal de carga de Yakarta en el Aeropuerto Internacional Soekarno-Hatta (CGK) en Tangerang, Banten, Indonesia.

## Historia
La compañía fue fundada en 2007 para el manejo de carga alrededor del mundo a través de la red global de rutas de Garuda Indonesia. 

## Destinos
Cargo Garuda Indonesia actualmente proporciona servicios de carga desde Yakarta y Surabaya usiando aviones de carga Boeing 747-200SF y Boeing 747-400F, a:
- Australia
  - Melbourne – Aeropuerto de Melbourne
  - Sídney – Aeropuerto Internacional Kingsford Smith
- China
  - Pekín – Aeropuerto Internacional de Pekín Capital
  - Shanghái – Aeropuerto Internacional de Shanghái Pudong
- República de China (Taiwán)
  - Taipéi – Aeropuerto Internacional de Taiwán Taoyuan
- Hong Kong 
  - Aeropuerto Internacional de Hong Kong
- Indonesia
  - Yakarta – Aeropuerto Internacional Soekarno-Hatta Hub
  - Surabaya – Aeropuerto Internacional Juanda
- Alemania
  - Fráncfort del Meno – Aeropuerto de Fráncfort del Meno
- Japón
  - Tokio – Aeropuerto Internacional Narita
- Malasia
  - Kuala Lumpur – Aeropuerto Internacional de Kuala Lumpur
- Países Bajos
  - Ámsterdam – Aeropuerto de Ámsterdam Schiphol
- Emiratos Árabes Unidos
  - Dubái – Aeropuerto Internacional de Dubái
- Estados Unidos
  - Los Ángeles - Aeropuerto Internacional de Los Ángeles
  - Nuevo York - Aeropuerto Internacional John F. Kennedy

## Flota
Cargo Garuda Indonesia opera desde la Terminal de Carga Aérea de Yakarta en el Aeropuerto Internacional Soekarno-Hatta usando dos Boeing 747-400F y cuatro Boeing 747-200SF alquilados. También ofrece espacio en las bodegas de los aviones de su compañía matriz, Garuda Indonesia. 
| Tipo        | En servicio | Carga | Carga | Carga | Carga     | Capacidad de carga (kg) | Notas                                                                                     |
| Tipo        | En servicio | MD    | LD    | LD3   | BULK (kg) | Capacidad de carga (kg) | Notas                                                                                     |
| 747-400F    | 2           | 30    | 9     | 2     | 2.400     | 120.000                 | Alquilado desde 2006 de ILFC                                                              |
| 747-200SF   | 4           | 29    | 9     | 2     | 2.200     | 100.000                 | El primero entró en servicio en 1987 alquilado con tripulación desde Air Atlantic Iceland |
| A300C4-605R | 1           |       |       |       |           | 42.000                  | Entrada en servicio el 5 de septiembre de 2008                                            |

## Productos y servicios de Cargo Garuda Indonesia

### GO GENERAL
Entrega de carga punto a punto para carga general
Comodidad: la carga general incluye cargamentos pesados regulares y cargamentos de sobrecarga

### GO PRIORITY SPEED
Conveniente y cómodo para pequeñas cargas y documentos
Comodidad: Pequeños cargamentos, documentos
- Datos: Q8263223